# Осадча-Яната Наталія Тихонівна
Наталія Тихонівна Осадча-Яната (народилася 19 травня 1891, Херсон — 9 квітня 1982)  — українська науковиця, ботанік, флористка, фармаколог і фольклористка, професор, перекладачка, дійсний член НТШ і УВАН, авторка термінологічних словників Академії Наук у Києві, кількох монографій, багатьох наукових розвідок, науково-популярних статей, (ботанічна номенклатура).

## Життєпис

### Родина
Народилася Наталя Осадча-Яната в Херсоні 1891 року в родині українських інтелігентів, що дотримувалися народницьких поглядів і знали життя українського села. Батько, Осадчий Тихін очолював Сільськогосподарський кредитовий союз на Конотопщині. У 1917 році став членом Центральної Ради.
Мати, Марія Осадча — вчителька, кілька разів арештована, заслана на 5 років у Сибір. Після заслання закінчила медичний інститут, працювала лікаркою.
Осадча-Яната дружина Янати Олександра Алоїзовича (1888—1938 рр.) — українського агронома і ботаніка, академіка АН УРСР чеського походження, репресований. Його найфундаментальніші праці, насамперед з народної ботанічної номенклатури, Наталя Осадча-Яната, яка після арешту чоловіка залишилася без роботи і засобів до існування, вивезла до Сполучених Штатів, де й видала. Сама вона працювала в Українській Вільній Академії Наук, здобувши визнання як фахівець з медичної ботаніки. У них народилася донька Мар'яна та онука Леся.

### Навчання
Навчалася Наталя Осадча в Київській жіночій гімназії. Цікавилася питаннями політичної економії, еволюційної теорії, брала участь у таємних гуртках молоді. У 1908 році вступила на природничий відділ фізико-математичного факультету Київських вищих навчальних курсів.
За сімейними обставинами й станом здоров'я (сухоти), Н.Осадча закінчила навчання вже у 1918 році на Харківських вищих жіночих курсах, набувши фаху ботаніка вищих рослин.

### Трудова діяльність
Працювала у Природничому музеї Таврійського губернського земства, вела флористичні дослідження в Сімферопольському повіті, робила ботанічні аналізи засміченості збіжжя. Була співробітницею ботанічної секції Кримського товариства природників, проводила практичні роботи з анатомії рослин для вчителів шкіл.
У 1920 році завідувала Кореїзьким Народним будинком та його бібліотекою, брала участь у заснуванні та діяльності українського гуртка при Народному будинкові. У 1921 році повернулася до Києва й продовжила роботу в Українському науковому товаристві, як спеціалістка ботанічної підсекції природничої секції Термінологічної комісії, а коли Товариство перейшло до складу ВУАН, — в Інститут української наукової мови. Протягом 1926—1941 років працювала в інститутах прикладної ботаніки, експериментальної медицини та Українському хіміко-фармацевтичному.

## Наукова діяльність
Як науковиці її діяльність зосереджувалася довкола двох тем — ботанічної номенклатури й термінології та лікарських рослин. Співпрацювала з Українським науковим товариством у Києві з дореволюційних років. У 1919 році стала співробітницею його ботанічної секції, добираючи та систематизуючи матеріали до української ботанічної термінології. Н. Осадча перекладала українською мовою книжки й статі з ботаніки.
Переїхавши з чоловіком до Харкова, від другої половини 1920-х років займалася вивченням лікарської флори. У 1927 році обстежувала рослинності Конотопщини. Результати опублікувала в статті «До флори лікарських рослин Конотопщини» в другому томі «Трудів прикладної ботаніки» (1928 р.).

## Науковий внесок
Праці Наталії Осадчої-Янати та її чоловіка Олександра Янати — значний внесок українських учених у розвиток української наукової термінології, що сприяли розвитку етнолінгвістики та етноботаніки.
З метою вивчення лікарських рослин та виявлення нових лікарських об'єктів, вживання їх у народній медицині й виявлення нових лікувальних речовин, Н. Осадча протягом 1926—1941 років обстежила близько 150 українських сіл. На основі зібраних матеріалів під час експедицій опублікувала серію наукових статей, монографію «Herbs Used in Ukrainian Folk Medicine».
Під час дослідження звертала увагу на етнічні особливості народної медицини й фіксувала цікаві зустрічі. Практичним вислідом її роботи стало запровадження у вітчизняну фармокопею препаратів з нової лікарської рослини Peganum harmala L.
Зібрані в експедиціях назви рослин із народних вуст, Н. Осадча-Яната подала їх у систематизованому вигляді. Саме в цьому полягає наукове значення її праць для дослідження назв фітонімів української мови в лінгвістичному, лінгвогеографічному та етнолінгвістичному аспектах.
У своїх працях вона звертала увагу на іншомовне походження назв рослин. Її праці були серед перших, що системно зафіксували корпус народних назв рослин, записаних з уст людей у понад 160 місцевостях України.
Її збори вищих рослин з території України, які зберігаються у гербарії Інституту ботаніки імені М. Г. Холодного НАН України, використовуються вже не одним поколінням дослідників.
Але її ім'я не знайти в анналах радянської ботанічної науки, бо у роки війни вона покинула Україну та ще була дружиною репресованого. Її праці видані на Заході не доходили до спеціалістів, які не могли цікавитися доробком українських еміграційних учених.

## Експедиції
Н. Осадча-Яната разом з українськими вченими дикі лікарські рослини вивчала «в спосіб організації експедиційних досліджень — праці в полі» («field — work»), розпитуючи населення, як використовує воно рослини для лікування. Записували народні назви в різних місцевостях. Назви зібрані в 1927—1930 років працівниками Харківських науково-дослідних інститутів, були доповненням до Словника ботанічної номенклатури 1928 р.
Про свою особисту участь у таких експедиціях Н. Осадча-Яната написала:
|  | Мені пощастило записати в обслідуваних 158 місцевостях України велику кількість українських назв рослин (а також молдавських-румунських. Болгарських і назв маріюпільських греків) до 810 видів рослин. Відомості подали коло 600 селян. |

## Монографічні праці які не вийшли друком
- «Лікарські рослини України, їх розповсюдження і вживання в народній медицині» (1930—1937);
- «Дикі лікарські рослини України в офіційній і народній медицині» (1939);
- «Лекарственные растения Украины, употребляемые в народной медицине для лечения ран, абсцессов, ожогов, переломов» (1941)[1].

## Надруковані праці
- «Лікарські рослини, що їх уживає населення Правобережної України в народній медицині» (Авсбург, 1949)[3].
- У Нью-Йорку, 1952 року вийшла англійською мовою її книжка «Вживання лікарських рослин в українській народній медицині».
- В 1954—1957 роках на сторінках «Лікарського вісника» (єдиного україномовного загальномедичного журналу у світі) видрукувана серія статей «Українська народна медицина».
- Стаття «Лікарські рослини» надрукована в «Енциклопедії українознавства» (1962. Т.4).
- Її наукова розвідка «Антибіотики у вищих рослинах», уміщена в «Наукових записках» (1966. Т.9-12) Українського технічного-господарського інституту в Мюнхені[1].

- Монографічне видання українською мовою Н. Осадчої-Янати «Українські народні назви рослин» було видане у Нью-Йорку, 1973 році.

У основі монографії її багаторічні дослідження народної ботанічної номенклатури, виконані ще в Україні. Книга містить огляд наукових літературних джерел, зібрані нею в експедиціях відомості, що стосуються 810 видів рослин природної флори України (дикорослих) та наведені фрагменти карти України з помітками та списком місцевостей, що їх вона відвідала.
Присвятила монографію вона своєму чоловікові:
|  | Присвячую цю працю пам'яті мого чоловіка Олександра Янати, одного з основоположників української ботанічної термінології та номенклатури». |

## Переклади
- «Атлас малюнків з анатомії та біології цукрового буряку» О. Табенцького. — К., 1922.
- «Рослини та її життя». О. Янати. — К., 1922.
- «Словник української ботанічної номенклатури» — започаткований її чоловіком О. Янатою, Наталя укладала 4 роки, довівши ґрунтовну працю (обсяг 50 аркушів) до викінчення. Словник був виданий у 1928 році[1]. Це одна з найкращих праць Інституту української наукової мови, яка ґрунтувалася на народних назвах.

## Еміграція
У роки війни Н. Осадча з дочкою Мар'яною, зятем — художником М. Жеваго й онукою Лесею емігрували до Німеччини.
У листопаді 1945 року в Аугсбурзі засновано Українську вільну Академію наук (УВАН), а в червні 1947 року в Мюнхені відновлено Наукове товариство імені Шевченка. Наталля Осадча-Яната була обрана дійсним членом УВАН та НТШ. Її стаття «Лікарські рослини, що їх уживає населення Правобережної України в народній медицині» з'явилася у виданому 1949 році в Аугсбурзі «Медичному збірнику УВАН».
Переїхавши до США та оселившись у Нью-Йорку, вона продовжила співпрацю з українськими науковими установами. До кінця життя Наталя Осадча-Яната була пов'язана з українським середовищем: брала участь у роботі бруклінського відділу Союзу українок Америки та очолювала фонд УВАН у США.